# Pé Pequeno (fóssil)
Pé Pequeno, também conhecido como StW 573, é o fóssil mais antigo e bem preservado encontrado de um Australopithecus sul-africano, possuindo 3.67 milhões de anos. Foi descoberto na Gruta de Silberberg das cavernas de Sterkfontein, na África do Sul, com 90̥% de sua ossada intacta.
O paleoantropólogo Ronald Clarke, que encontrou os primeiros fragmentos do esqueleto, batizou o fóssil de Pé Pequeno devido aos primeiros fragmentos de ossos encontrados serem a dos pés.
Estudos revelaram que Pé Pequeno morreu devido a uma queda em um poço íngreme de uma caverna subterrânea. Provavelmente em uma luta com um macaco de grande porte, pois foi encontrado uma ossada de um grande macaco próximo a ossada de Pé Pequeno.

## História
No ano de 1994, Ronald Clarke encontrou quatro fragmentos de ossos de hominídeo enquanto estudava a caixa de ossos de animais das Grutas de Sterkfontein. Com essa descoberta, em junho de 1997, Clarke enviou mais pesquisadores para fazer uma busca mais intensiva no local.
Em 1998, foi encontrado o crânio, que estava encravado em um bloco de brecha calcária endurecida, mas somente em 2010 os pesquisadores conseguiram remover e levar para o laboratório de campo de Sterkfontein e em outubro de 2017, levaram para o cofre de hominídeos no Instituto de Estudos Evolutivos da Universidade de Witwatersrand.
Em 6 de dezembro de 2017, o esqueleto de Pé Pequeno foi exibido ao público em Joanesburgo, no Hominin Vault do Instituto de Estudos Evolutivos da Universidade de Witwatersrand.

## Características
O esqueleto de Pé Pequeno é de uma mulher adulta, de características simiescas e humanas, com 1.30 metros de altura. O quadril tem formato humano. As pernas tem um comprimento total de 61,5 centímetros e os braços tem 53,4 centímetros de comprimento, mostrando que os membros inferiores são mais longos que os membros superiores, indicando que Pé Pequeno andava ereta. A clavícula possui 14 centímetro de comprimento e uma curva distinta em forma de S, e o ombro possui uma barra ventral, indicando também uma locomoção arbórea. As proporções dos polegares e dos demais dedos se assemelham a do homem atual, a mão apresenta saliência apical no trapézio, semelhante a dos gorilas atuais. Em uma das pesquisas, indica que Pé Pequeno sofreu uma queda quando criança, causando uma lesão de flexão óssea no antebraço. Os dentes da frente até os primeiros molares estão desgastados, indicando que sua alimentação era de tubérculos fibrosos, folhas e frutas com casca dura. O volume do cérebro era de 408 centímetros cúbicos, cerca de um terço do volume de uma mulher adulta atual.

## Classificação
Até o momento, pesquisadores não chegaram a um acordo com relação a classificação de Pé Pequeno. Alguns defendem a classificação como Australopithecus Africanus, outros pesquisadores a classificam como Australopithecus Prometheus devido as análises referente a seus dentes e quadril. E há pesquisadores que dizem que Pé Pequeno merece uma nova classificação por ser uma espécie recém-descoberta.